# Ceratothoa retusa
Ceratothoa retusa är en kräftdjursart som först beskrevs av Schioedte och Frederik Vilhelm August Meinert 1883.  Ceratothoa retusa ingår i släktet Ceratothoa och familjen Cymothoidae. Inga underarter finns listade i Catalogue of Life.